# Llifen Calcuruppe Airport
Llifen Calcuruppe Airport är en flygplats i Chile.   Den ligger i provinsen Provincia del Ranco och regionen Región de Los Ríos, i den södra delen av landet, 800 km söder om huvudstaden Santiago de Chile. Llifen Calcuruppe Airport ligger 73 meter över havet. Den ligger vid sjön Lago Ranco.
Terrängen runt Llifen Calcuruppe Airport är varierad. Runt Llifen Calcuruppe Airport är det glesbefolkat, med 8 invånare per kvadratkilometer.. 
I omgivningarna runt Llifen Calcuruppe Airport växer i huvudsak blandskog.